# Patriciella
Patriciella là một chi bọ cánh cứng trong họ 
Elateridae.
Chi này được miêu tả khoa học năm 1950 bởi Van Zwaluwenburg.

## Các loài
Chi này có các loài:
- Patriciella australica Van Zwaluwenburg, 1947